# Sanne de Goede
Sanne de Goede (19 januari 2003) is een voetbalspeelster uit Nederland. Ze speelde van 2021 tot 2023 als middenvelder voor sc Heerenveen in de Vrouwen Eredivisie.

## Carrière
Sanne de Goede kwam in haar jeugdjaren uit voor VV Heerenveense Boys. Ze maakte vanaf 2018 deel uit van de jeugdopleiding van sc Heerenveen.
Op 4 maart 2022 maakte De Goede haar debuut voor sc Heerenveen in de Vrouwen Eredivisie in een thuiswedstrijd tegen Excelsior door in de 89ste minuut in te vallen voor Elize van Vilsteren. Vervolgens kwam De Goede dat seizoen en het seizoen 2022/23 nog zeven keer in actie.
Voorafgaande aan het seizoen 2023/24 stapte De Goede over naar de amateurs van ACV uit Assen.

## Statistieken
| Seizoen | Club          | Competitie | Competitie | Competitie | Beker | Beker | Overig | Overig | Totaal | Totaal |
| Seizoen | Club          | Competitie | Wed.       | Dlp.       | Wed.  | Dlp.  | Wed.   | Dlp.   | Wed.   | Dlp.   |
| ------- | ------------- | ---------- | ---------- | ---------- | ----- | ----- | ------ | ------ | ------ | ------ |
| 2021/22 | sc Heerenveen | Eredivisie | 3          | 0          | 0     | 0     | 0      | 0      | 3      | 0      |
| 2022/23 | sc Heerenveen | Eredivisie | 5          | 0          | 1     | 0     | 0      | 0      | 6      | 0      |
| Totaal  | Totaal        | Totaal     | 8          | 0          | 1     | 0     | 0      | 0      | 9      | 0      |

Bijgewerkt t/m 13 februari 2024.